# مقاطعة بيفر (بنسلفانيا)
مقاطعة بيفر (بالإنجليزية: Beaver County, Pennsylvania)‏ هي إحدى مقاطعات ولاية بنسلفانيا في الولايات المتحدة. بلغ عدد سكانها 170539 نسمة في عام 2010 حسب إحصاء مكتب تعداد الولايات المتحدة.

## أعلام
- دبليو. إتش سيوارد تومسون
- ريموند روبونسون
- أنتوني سميث
- ويليام تسيغلر
- جون بيتر بارنز

## وصلات خارجية
- www.beavercountypa.gov